# Mistrovství Evropy ve fotbale hráčů do 21 let 2021 – soupisky
Soupisky na Mistrovství Evropy ve fotbale hráčů do 21 let 2021, které se hrálo v Maďarsku a Slovinsku.
| Zlato              | Stříbro                | Bronz                 | Bronz                |
| ------------------ | ---------------------- | --------------------- | -------------------- |
| Německo • Soupiska | Portugalsko • Soupiska | Nizozemsko • Soupiska | Španělsko • Soupiska |

## Skupina A

### Německo
Hlavní trenér:  Stefan Kuntz
| Jméno              | Datum narození | Klub                 |
| Brankáři           | Brankáři       | Brankáři             |
| ------------------ | -------------- | -------------------- |
| Markus Schubert    | 12.6.1998      | Eintracht Frankfurt  |
| Finn Dahmen        | 27.3.1998      | 1. FSV Mainz 05      |
| Lennart Grill      | 25.1.1999      | Bayer 04 Leverkusen  |
| Obránci            |                |                      |
| Josha Vagnoman     | 12.11.2000     | Hamburger SV         |
| David Raum         | 22.4.1998      | SpVgg Greuther Fürth |
| Nico Schlotterbeck | 1.12.1999      | 1. FC Union Berlín   |
| Amos Pieper        | 17.1.1998      | Arminia Bielefeld    |
| Stephan Ambrosius  | 18.12.1998     | Hamburger SV         |
| Ismail Jakobs      | 17.8.1999      | 1. FC Köln           |
| Lars Lukas Mai     | 31.1.2000      | SV Darmstadt 98      |
| Ridle Baku         | 8.4.1998       | VfL Wolfsburg        |
| Záložníci          |                |                      |
| Niklas Dorsch      | 15.1.1998      | KAA Gent             |
| Arne Maier         | 8.1.1999       | Arminia Bielefeld    |
| Salih Özcan        | 11.1.1998      | 1. FC Köln           |
| Malick Thiaw       | 8.8.2001       | FC Schalke 04        |
| Anton Stach        | 15.11.1998     | SpVgg Greuther Fürth |
| Vitaly Janelt      | 10.5.1998      | Brentford FC         |
| Mateo Klimowicz    | 6.7.2000       | VfB Stuttgart        |
| Útočníci           |                |                      |
| Youssoufa Moukoko  | 20.11.2004     | Borussia Dortmund    |
| Jonathan Burkardt  | 11.7.2000      | 1. FSV Mainz 05      |
| Lukas Nmecha       | 14.12.1998     | RSC Anderlecht       |
| Mërgim Berisha     | 11.5.1998      | FC Red Bull Salzburg |
| Florian Krüger     | 13.2.1999      | FC Erzgebirge Aue    |

### Maďarsko
Hlavní trenér:  Zoltán Gera
| Jméno            | Datum narození | Klub                 |
| Brankáři         | Brankáři       | Brankáři             |
| ---------------- | -------------- | -------------------- |
| Martin Auerbach  | 3.11.2002      | Puskás Akadémia FC   |
| Balázs Bese      | 22.1.1999      | Budafoki MTE         |
| Péter Kovács     | 10.2.2000      | Budaörsi SC          |
| Obránci          |                |                      |
| Benedek Varju    | 21.5.2001      | MTK Budapešť         |
| Attila Mocsi     | 29.5.2000      | Szombathelyi Haladás |
| Botond Balogh    | 6.6.2002       | Parma Calcio 1913    |
| András Huszti    | 29.1.2001      | Budafoki MTE         |
| Olivér Tamás     | 14.4.2001      | Paksi FC             |
| Bendegúz Bolla   | 22.11.1999     | Fehérvár FC          |
| László Deutsch   | 9.3.1999       | Puskás Akadémia FC   |
| Záložníci        |                |                      |
| Martin Palincsár | 3.1.1999       | MTK Budapešť         |
| Szabolcs Mezei   | 18.10.2000     | MTK Budapešť         |
| Kristóf Hinora   | 5.2.1998       | Vasas SC             |
| Mihály Kata      | 13.4.2002      | MTK Budapešť         |
| Norbert Szendrei | 27.3.2000      | Budapest Honvéd FC   |
| András Csonka    | 1.5.2000       | Budafoki MTE         |
| Útočníci         |                |                      |
| Tamás Kiss       | 24.11.2000     | Puskás Akadémia FC   |
| Bence Bíró       | 14.7.1998      | MTK Budapešť         |
| Adrián Szőke     | 1.7.1998       | Heracles Almelo      |
| Alen Skribek     | 11.4.2001      | Budafoki MTE         |
| Donát Bárány     | 4.9.2000       | Debreceni VSC        |
| Csaba Bukta      | 25.7.2001      | SCR Altach           |
| Márk Kovácsréti  | 1.9.2000       | Kisvárda FC          |

### Nizozemsko
Hlavní trenér:  Erwin van de Looi
| Jméno                | Datum narození | Klub                   |
| Brankáři             | Brankáři       | Brankáři               |
| -------------------- | -------------- | ---------------------- |
| Kjell Scherpen       | 23.1.2000      | AFC Ajax               |
| Justin Bijlow        | 22.1.1998      | Feyenoord              |
| Maarten Paes         | 14.5.1998      | FC Utrecht             |
| Obránci              |                |                        |
| Deyovaisio Zeefuik   | 11.3.1998      | Hertha BSC             |
| Perr Schuurs         | 26.11.1999     | AFC Ajax               |
| Sven Botman          | 12.1.2000      | Lille OSC              |
| Mitchel Bakker       | 20.6.2000      | Paris Saint-Germain FC |
| Jordan Teze          | 30.9.1999      | PSV Eindhoven          |
| Danilho Doekhi       | 30.6.1998      | Vitesse                |
| Tyrell Malacia       | 17.8.1999      | Feyenoord              |
| Lutsharel Geertruida | 18.7.2000      | Feyenoord              |
| Záložníci            |                |                        |
| Ferdi Kadıoğlu       | 7.10.1999      | Fenerbahçe SK          |
| Teun Koopmeiners     | 28.2.1998      | AZ Alkmaar             |
| Dani de Wit          | 28.1.1998      | AZ Alkmaar             |
| Jurgen Ekkelenkamp   | 5.4.2000       | AFC Ajax               |
| Abdou Harroui        | 13.1.1998      | Sparta Rotterdam       |
| Ludovit Reis         | 1.6.2000       | VfL Osnabrück          |
| Útočníci             |                |                        |
| Justin Kluivert      | 5.5.1999       | RB Leipzig             |
| Myron Boadu          | 14.1.2001      | AZ Alkmaar             |
| Noa Lang             | 17.6.1999      | Club Brugge KV         |
| Cody Gakpo           | 7.5.1999       | PSV Eindhoven          |
| Brian Brobbey        | 1.2.2002       | AFC Ajax               |
| Javairô Dilrosun     | 22.6.1998      | Hertha BSC             |

### Rumunsko
Hlavní trenér:  Adrian Mutu
| Jméno             | Datum narození | Klub                     |
| Brankáři          | Brankáři       | Brankáři                 |
| ----------------- | -------------- | ------------------------ |
| Andrei Vlad       | 15.4.1999      | FCSB                     |
| Mihai Aioani      | 7.11.1999      | AFC Chindia Târgoviște   |
| Mihai Eșanu       | 25.7.1998      | FC Dinamo București      |
| Obránci           |                |                          |
| Radu Boboc        | 24.4.1999      | FC Viitorul Konstanca    |
| Raul Opruț        | 4.1.1998       | FC Hermannstadt          |
| Alex Pașcanu      | 28.9.1998      | SD Ponferradina          |
| Radu Drăgușin     | 3.2.2002       | Juventus FC              |
| Denis Ciobotariu  | 10.6.1998      | CFR Kluž                 |
| Andrei Chindriș   | 12.1.1999      | FC Botoșani              |
| Denis Haruț       | 25.2.1999      | FCSB                     |
| Ștefan Vlădoiu    | 28.12.1998     | CS Universitatea Craiova |
| Záložníci         |                |                          |
| Marco Dulca       | 11.5.1999      | AFC Chindia Târgoviște   |
| Alexandru Cîmpanu | 8.10.2000      | CS Universitatea Craiova |
| Marius Marin      | 30.8.1998      | Pisa SC                  |
| Olimpiu Moruțan   | 25.4.1999      | FCSB                     |
| Andrei Ciobanu    | 18.1.1998      | FC Viitorul Konstanca    |
| Răzvan Oaidă      | 2.3.1998       | FCSB                     |
| Octavian Popescu  | 27.12.2002     | FCSB                     |
| Cătălin Itu       | 26.10.1999     | CFR Kluž                 |
| Alexandru Mățan   | 29.8.1999      | Columbus Crew SC         |
| Darius Olaru      | 3.3.1998       | FCSB                     |
| Útočníci          |                |                          |
| George Ganea      | 26.5.1999      | FC Viitorul Konstanca    |
| Adrian Petre      | 11.2.1998      | FC UTA Arad              |

## Skupina B

### Česko
Hlavní trenér:  Karel Krejčí
| Jméno            | Datum narození | Klub                        |
| Brankáři         | Brankáři       | Brankáři                    |
| ---------------- | -------------- | --------------------------- |
| Matěj Kovář      | 17.5.2000      | Manchester United FC        |
| Martin Jedlička  | 24.1.1998      | FC DAC 1904 Dunajská Streda |
| Matouš Trmal     | 2.10.1998      | Vitória SC                  |
| Obránci          |                |                             |
| Martin Vitík     | 21.1.2003      | AC Sparta Praha             |
| Matěj Chaluš     | 2.2.1998       | FC Slovan Liberec           |
| Libor Holík      | 12.5.1998      | FK Jablonec                 |
| Dominik Plechatý | 18.4.1999      | AC Sparta Praha             |
| Ladislav Krejčí  | 20.4.1999      | AC Sparta Praha             |
| Michal Fukala    | 22.10.2000     | FC Slovan Liberec           |
| Denis Granečný   | 7.9.1998       | FC Emmen                    |
| Záložníci        |                |                             |
| Michal Sadílek   | 31.5.1999      | FC Slovan Liberec           |
| Pavel Bucha      | 11.3.1998      | FC Viktoria Plzeň           |
| Filip Havelka    | 21.1.1998      | SK Dynamo České Budějovice  |
| Dominik Janošek  | 13.6.1998      | FC Zlín                     |
| Michal Kohút     | 4.6.2000       | 1. FC Slovácko              |
| Patrik Žitný     | 21.1.1999      | FK Teplice                  |
| Tomáš Ostrák     | 5.2.2000       | MFK Karviná                 |
| Adam Karabec     | 2.7.2003       | AC Sparta Praha             |
| Pavel Šulc       | 29.12.2000     | FC Viktoria Plzeň           |
| Antonín Vaníček  | 22.4.1998      | Bohemians Praha 1905        |
| Útočníci         |                |                             |
| Ondřej Šašinka   | 21.3.1998      | FC Baník Ostrava            |
| Ondřej Lingr     | 7.10.1998      | SK Slavia Praha             |
| Václav Drchal    | 25.7.1999      | FK Mladá Boleslav           |

### Itálie
Hlavní trenér:  Paolo Nicolato
| Jméno               | Datum narození | Klub                 |
| Brankáři            | Brankáři       | Brankáři             |
| ------------------- | -------------- | -------------------- |
| Alessandro Plizzari | 12.3.2000      | Reggina 1914         |
| Marco Carnesecchi   | 1.7.2000       | US Cremonese         |
| Michele Cerofolini  | 4.1.1999       | AC Reggiana 1919     |
| Obránci             |                |                      |
| Raoul Bellanova     | 17.5.2000      | Delfino Pescara 1936 |
| Gianluca Frabotta   | 24.6.1999      | Juventus FC          |
| Matteo Gabbia       | 21.10.1999     | AC Milán             |
| Riccardo Marchizza  | 26.3.1998      | Spezia Calcio        |
| Matteo Lovato       | 14.2.2000      | Hellas Verona FC     |
| Luca Ranieri        | 23.4.1999      | S.P.A.L.             |
| Enrico Del Prato    | 10.11.1999     | Reggina 1914         |
| Lorenzo Pirola      | 20.2.2002      | AC Monza             |
| Gabriele Zappa      | 22.12.1999     | Cagliari Calcio      |
| Marco Sala          | 4.6.1999       | S.P.A.L.             |
| Záložníci           |                |                      |
| Davide Frattesi     | 22.9.1999      | AC Monza             |
| Sandro Tonali       | 8.5.2000       | AC Milán             |
| Nicolò Rovella      | 4.12.2001      | Janov CFC            |
| Tommaso Pobega      | 15.7.1999      | Spezia Calcio        |
| Giulio Maggiore     | 12.3.1998      | Spezia Calcio        |
| Útočníci            |                |                      |
| Lorenzo Colombo     | 9.3.2002       | US Cremonese         |
| Patrick Cutrone     | 3.1.1998       | Valencia CF          |
| Gianluca Scamacca   | 1.1.1999       | Janov CFC            |
| Giacomo Raspadori   | 18.2.2000      | US Sassuolo Calcio   |
| Andrea Pinamonti    | 19.5.1999      | FC Inter Milán       |

### Slovinsko
Hlavní trenér:  Milenko Ačimovič
| Jméno             | Datum narození | Klub               |
| Brankáři          | Brankáři       | Brankáři           |
| ----------------- | -------------- | ------------------ |
| Igor Vekić        | 6.5.1998       | NK Bravo           |
| Martin Turk       | 21.8.2003      | Parma Calcio 1913  |
| Žan-Luk Leban     | 15.12.2002     | Everton FC         |
| Obránci           |                |                    |
| Žan Rogelj        | 25.11.1999     | WSG Tirol          |
| Dušan Stojinović  | 26.8.2000      | NK Celje           |
| David Brekalo     | 3.12.1998      | NK Bravo           |
| Žan Zaletel       | 16.12.1999     | NK Celje           |
| Andraž Žinič      | 12.2.1999      | NK Domžale         |
| Sven Karič        | 7.3.1998       | NK Domžale         |
| Aljaž Ploj        | 30.8.1998      | NK Aluminij        |
| Žan Kolmanič      | 3.3.2000       | Austin FC          |
| Záložníci         |                |                    |
| Jan Gorenc        | 26.7.1999      | NŠ Mura            |
| Tomi Horvat       | 24.3.1999      | NŠ Mura            |
| Dejan Petrovič    | 12.1.1998      | SK Rapid Vídeň     |
| Timi Max Elšnik   | 29.4.1998      | NK Olimpija Lublaň |
| Tamar Svetlin     | 30.7.2001      | NK Domžale         |
| Sandi Ogrinec     | 5.6.1998       | NK Bravo           |
| Adam Gnezda Čerin | 16.7.1999      | HNK Rijeka         |
| Útočníci          |                |                    |
| Žan Medved        | 14.6.1999      | Wisla Krakov       |
| Žan Celar         | 14.3.1999      | US Cremonese       |
| Aljoša Matko      | 29.3.2000      | NK Maribor         |
| Dario Kolobarić   | 6.2.2000       | NK Domžale         |
| Nik Prelec        | 10.6.2001      | UC Sampdoria       |

### Španělsko
Hlavní trenér:  Luis de la Fuente
| Jméno             | Datum narození | Klub                  |
| Brankáři          | Brankáři       | Brankáři              |
| ----------------- | -------------- | --------------------- |
| Álvaro Fernández  | 13.4.1998      | SD Huesca             |
| Josep Martínez    | 27.5.1998      | RB Leipzig            |
| Álex Domínguez    | 30.7.1999      | UD Las Palmas         |
| Obránci           |                |                       |
| Pipa              | 26.1.1998      | Huddersfield Town AFC |
| Adrià Pedrosa     | 13.5.1998      | RCD Espanyol          |
| Hugo Guillamón    | 31.1.2000      | Valencia CF           |
| Jorge Cuenca      | 17.11.1999     | UD Almería            |
| Alejandro Pozo    | 19.2.1999      | SD Eibar              |
| Juan Miranda      | 19.1.2000      | Real Betis            |
| Óscar Mingueza    | 13.5.1999      | FC Barcelona          |
| Záložníci         |                |                       |
| Martín Zubimendi  | 2.2.1999       | Real Sociedad         |
| Fran Beltrán      | 3.2.1999       | Celta de Vigo         |
| Gonzalo Villar    | 23.3.1998      | AS Řím                |
| Marc Cucurella    | 22.7.1998      | Getafe CF             |
| Jon Moncayola     | 13.5.1998      | CA Osasuna            |
| Manu García       | 2.1.1998       | Sporting de Gijón     |
| Brahim Díaz       | 3.8.1999       | AC Milán              |
| Riqui Puig        | 13.8.1999      | FC Barcelona          |
| Yéremy Pino       | 20.10.2002     | Villarreal CF         |
| Útočníci          |                |                       |
| Abel Ruiz         | 28.1.2000      | SC Braga              |
| Javi Puado        | 25.5.1998      | RCD Espanyol          |
| Dani Gómez        | 30.7.1998      | Levante UD            |
| Ander Barrenetxea | 27.12.2001     | Real Sociedad         |

## Skupina C

### Dánsko
Hlavní trenér:  Albert Capellas
| Jméno                     | Datum narození | Klub               |
| Brankáři                  | Brankáři       | Brankáři           |
| ------------------------- | -------------- | ------------------ |
| Oliver Christensen        | 22.3.1999      | Odense BK          |
| Peter Vindahl Jensen      | 16.2.1998      | FC Nordsjælland    |
| Mads Hermansen            | 11.7.2000      | Brøndby IF         |
| Obránci                   |                |                    |
| Mads Roeslev              | 24.6.1999      | Brentford FC       |
| Andreas Poulsen           | 13.10.1999     | FK Austria Vídeň   |
| Mads Bech Sørensen        | 7.1.1999       | Brentford FC       |
| Victor Nelsson            | 14.10.1998     | FC Kodaň           |
| Sebastian Hausner         | 11.4.2000      | Aarhus GF          |
| Frederik Alves            | 8.11.1999      | West Ham United FC |
| Rasmus Carstensen         | 1.1.2000       | Silkeborg IF       |
| Záložníci                 |                |                    |
| Nikolas Nartey            | 22.2.2000      | SV Sandhausen      |
| Jesper Lindstrøm          | 29.2.2000      | Brøndby IF         |
| Morten Hjulmand           | 25.6.1999      | US Lecce           |
| Victor Jensen             | 8.2.2000       | FC Nordsjælland    |
| Magnus Kofod Andersen     | 10.5.1999      | FC Nordsjælland    |
| Útočníci                  |                |                    |
| Nikolai Laursen           | 19.2.1998      | FC Emmen           |
| Nikolai Baden Frederiksen | 18.5.2000      | WSG Tirol          |
| Jacob Bruun Larsen        | 19.9.1998      | RSC Anderlecht     |
| Anders Dreyer             | 2.5.1998       | FC Midtjylland     |
| Mohamed Daramy            | 7.1.2002       | FC Kodaň           |
| Gustav Isaksen            | 19.4.2001      | FC Midtjylland     |
| Carlo Holse               | 2.6.1999       | Rosenborg BK       |
| Wahid Faghir              | 29.7.2003      | Vejle Boldklub     |

### Francie
Hlavní trenér:  Sylvain Ripoll
| Jméno                 | Datum narození | Klub                   |
| Brankáři              | Brankáři       | Brankáři               |
| --------------------- | -------------- | ---------------------- |
| Alban Lafont          | 23.1.1999      | FC Nantes              |
| Dimitry Bertaud       | 6.6.1998       | Montpellier HSC        |
| Illan Meslier         | 2.3.2000       | Leeds United FC        |
| Obránci               |                |                        |
| Pierre Kalulu         | 5.6.2000       | AC Milán               |
| Wesley Fofana         | 17.12.2000     | Leicester City FC      |
| Benoît Badiashile     | 26.3.2001      | AS Monaco FC           |
| Ibrahima Konaté       | 25.5.1999      | RB Leipzig             |
| Adrien Truffert       | 20.1.2001      | Stade Rennais FC       |
| Jules Koundé          | 12.11.1998     | Sevilla FC             |
| Colin Dagba           | 9.9.1998       | Paris Saint-Germain FC |
| Faitout Maouassa      | 6.7.1998       | Stade Rennais FC       |
| Záložníci             |                |                        |
| Boubacar Kamara       | 23.11.1999     | Olympique Marseille    |
| Matteo Guendouzi      | 14.4.1999      | Hertha BSC             |
| Aurélien Tchouaméni   | 27.1.2000      | AS Monaco FC           |
| Romain Faivre         | 14.7.1998      | Stade Brestois         |
| Eduardo Camavinga     | 10.11.2002     | Stade Rennais FC       |
| Boubakary Soumaré     | 27.2.1999      | Lille OSC              |
| Útočníci              |                |                        |
| Alexis Claude-Maurice | 6.6.1998       | OGC Nice               |
| Amine Gouiri          | 16.2.2000      | OGC Nice               |
| Jonathan Ikoné        | 2.5.1998       | Lille OSC              |
| Randal Kolo Muani     | 5.12.1998      | FC Nantes              |
| Armand Laurienté      | 4.12.1998      | FC Lorient             |
| Odsonne Édouard       | 16.1.1998      | Celtic FC              |

### Island
Hlavní trenér:  Davíð Snorri Jónasson
| Jméno                       | Datum narození | Klub                  |
| Brankáři                    | Brankáři       | Brankáři              |
| --------------------------- | -------------- | --------------------- |
| Elías Rafn Ólafsson         | 11.3.2000      | FC Fredericia         |
| Hákon Rafn Valdimarsson     | 13.10.2001     | Íþróttafélagið Grótta |
| Patrik Gunnarson            | 15.11.2000     | Silkeborg IF          |
| Obránci                     |                |                       |
| Finnur Tómas Pálmason       | 12.2.2001      | IFK Norrköping        |
| Valgeir Lunddal Friðriksson | 24.9.2001      | BK Häcken             |
| Róbert Orri Þorkelsson      | 3.4.2002       | Breiðablik Kópavogur  |
| Ísak Ólafsson               | 30.6.2000      | SønderjyskE           |
| Hörður Ingi Gunnarsson      | 14.8.1998      | FH                    |
| Ari Leifsson                | 19.8.1998      | Strømsgodset IF       |
| Záložníci                   |                |                       |
| Alex Þór Hauksson           | 26.11.1999     | Östers IF             |
| Ísak Bergmann Jóhannesson   | 23.3.2003      | IFK Norrköping        |
| Andri Baldursson            | 10.1.2002      | Bologna FC 1909       |
| Stefán Teitur Þórðarson     | 16.10.1998     | Silkeborg IF          |
| Mikael Anderson             | 1.7.1998       | FC Midtjylland        |
| Jón Dagur Þorsteinsson      | 26.11.1998     | Aarhus GF             |
| Willum Þór Willumsson       | 23.10.1998     | FK BATE               |
| Kolbeinn Finnsson           | 25.8.1999      | Borussia Dortmund     |
| Þórir Jóhann Helgason       | 28.9.2000      | FH                    |
| Kolbeinn Þórðarson          | 12.3.2000      | Lommel SK             |
| Útočníci                    |                |                       |
| Brynjólfur Willumsson       | 12.8.2000      | Kristiansund BK       |
| Valdimar Þór Ingimundarson  | 28.4.1999      | Strømsgodset IF       |
| Sveinn Aron Guðjohnsen      | 12.5.1998      | Odense BK             |
| Bjarki Steinn Bjarkason     | 11.5.2000      | Benátky FC            |

### Rusko
Hlavní trenér:  Michail Galaktjonov
| Jméno                    | Datum narození | Klub                      |
| Brankáři                 | Brankáři       | Brankáři                  |
| ------------------------ | -------------- | ------------------------- |
| Ivan Lomajev             | 21.1.1999      | PFK Křídla Sovětů Samara  |
| Alexandr Maximenko       | 19.3.1998      | FK Spartak Moskva         |
| Děnis Adamov             | 20.2.1998      | FK Soči                   |
| Obránci                  |                |                           |
| Najr Tiknizjan           | 12.5.1999      | PFK CSKA Moskva           |
| Igor Divějev             | 27.9.1999      | PFK CSKA Moskva           |
| Roman Jevgeněv           | 23.2.1999      | FK Dynamo Moskva          |
| Danil Krugovoj           | 28.5.1998      | FK Zenit Sankt-Petěrburg  |
| Arťom Goluběv            | 21.1.1999      | FK Ufa                    |
| Pavel Maslov             | 14.4.2000      | FK Spartak Moskva         |
| Nikita Kalugin           | 12.3.1998      | FK Neftěchimik Nižněkamsk |
| Záložníci                |                |                           |
| Alexandr Lomovitskij     | 27.1.1998      | PFK Arsenal Tula          |
| Ivan Obljakov            | 5.7.1998       | PFK CSKA Moskva           |
| Magomed-Shapi Sulejmanov | 16.12.1999     | FK Krasnodar              |
| Daniil Kulikov           | 24.6.1998      | FK Lokomotiv Moskva       |
| Daniil Utkin             | 12.10.1999     | FK Krasnodar              |
| Daniil Lesovoj           | 12.1.1998      | FK Dynamo Moskva          |
| Najl Umjarov             | 27.6.2000      | FK Spartak Moskva         |
| Danil Glebov             | 3.11.1999      | FK Rostov                 |
| Arsen Zacharjan          | 26.5.2003      | FK Dynamo Moskva          |
| Útočníci                 |                |                           |
| Konstantin Ťukavin       | 22.6.2002      | FK Dynamo Moskva          |
| Fjodor Čalov             | 10.4.1998      | PFK CSKA Moskva           |
| Děnis Makarov            | 18.2.1998      | FK Rubin Kazaň            |
| Vjačeslav Gruljov        | 23.3.1999      | FK Dynamo Moskva          |

## Skupina D

### Chorvatsko
Hlavní trenér:  Igor Bišćan
| Jméno               | Datum narození | Klub                        |
| Brankáři            | Brankáři       | Brankáři                    |
| ------------------- | -------------- | --------------------------- |
| Adrian Šemper       | 12.1.1998      | AC ChievoVerona             |
| Dominik Kotarski    | 10.2.2000      | AFC Ajax                    |
| Ivan Nevistić       | 31.7.1998      | HNK Rijeka                  |
| Obránci             |                |                             |
| Marin Šverko        | 4.2.1998       | 1. FC Saarbrücken           |
| David Čolina        | 19.7.2000      | HNK Hajduk Split            |
| Martin Erlić        | 24.1.1998      | Spezia Calcio               |
| Domagoj Bradarić    | 10.12.1999     | Lille OSC                   |
| Krešimir Krizmanić  | 3.7.2000       | HNK Gorica                  |
| Mario Vušković      | 16.11.2001     | HNK Hajduk Split            |
| Záložníci           |                |                             |
| Hrvoje Babec        | 28.7.1999      | HNK Gorica                  |
| Darko Nejašmić      | 25.1.1999      | HNK Hajduk Split            |
| Luka Ivanušec       | 26.11.1998     | GNK Dinamo Záhřeb           |
| Nikola Moro         | 12.3.1998      | FK Dynamo Moskva            |
| Lovro Majer         | 17.1.1998      | GNK Dinamo Záhřeb           |
| Mihael Žaper        | 11.8.1998      | NK Osijek                   |
| Bartol Franjić      | 14.1.2000      | GNK Dinamo Záhřeb           |
| Kristijan Bistrović | 9.4.1998       | Kasımpaşa SK                |
| Útočníci            |                |                             |
| Sandro Kulenović    | 4.12.1999      | HNK Rijeka                  |
| Dario Vizinger      | 6.6.1998       | Wolfsberger AC              |
| Marko Divković      | 30.6.1999      | FC DAC 1904 Dunajská Streda |
| Matej Vuk           | 10.6.2000      | NK Istra 1961               |
| Petar Musa          | 4.3.1998       | 1. FC Union Berlín          |
| Dario Špikić        | 22.3.1999      | HNK Gorica                  |

### Anglie
Hlavní trenér:  Aidy Boothroyd
| Jméno              | Datum narození | Klub                    |
| Brankáři           | Brankáři       | Brankáři                |
| ------------------ | -------------- | ----------------------- |
| Aaron Ramsdale     | 14.5.1998      | Sheffield United FC     |
| Josef Bursik       | 12.7.2000      | Stoke City FC           |
| Josh Griffiths     | 5.9.2001       | Cheltenham Town FC      |
| Obránci            |                |                         |
| Max Aarons         | 4.1.2000       | Norwich City FC         |
| Lloyd Kelly        | 6.10.1998      | AFC Bournemouth         |
| Ben Godfrey        | 15.1.1998      | Everton FC              |
| Marc Guéhi         | 13.7.2000      | Swansea City AFC        |
| Ryan Sessegnon     | 18.5.2000      | TSG 1899 Hoffenheim     |
| Ben Wilmot         | 4.11.1999      | Watford FC              |
| Steven Sessegnon   | 18.5.2000      | Bristol City FC         |
| Japhet Tanganga    | 31.3.1999      | Tottenham Hotspur FC    |
| Záložníci          |                |                         |
| Tom Davies         | 30.6.1998      | Everton FC              |
| Conor Gallagher    | 6.2.2000       | West Bromwich Albion FC |
| Oliver Skipp       | 16.9.2000      | Tottenham Hotspur FC    |
| Curtis Jones       | 31.1.2001      | Liverpool FC            |
| Emile Smith Rowe   | 28.7.2000      | Arsenal FC              |
| Eberechi Eze       | 29.6.1998      | Crystal Palace FC       |
| Dwight McNeil      | 22.11.1999     | Burnley FC              |
| Noni Madueke       | 10.3.2002      | PSV Eindhoven           |
| Útočníci           |                |                         |
| Todd Cantwell      | 27.2.1998      | Norwich City FC         |
| Eddie Nketiah      | 30.5.1999      | Arsenal FC              |
| Callum Hudson-Odoi | 7.11.2000      | Chelsea FC              |
| Rhian Brewster     | 1.4.2000       | Sheffield United FC     |

### Portugalsko
Hlavní trenér:  Rui Jorge
| Jméno               | Datum narození | Klub                       |
| Brankáři            | Brankáři       | Brankáři                   |
| ------------------- | -------------- | -------------------------- |
| Diogo Costa         | 19.9.1999      | FC Porto                   |
| Luís Maximiano      | 5.1.1999       | Sporting CP                |
| João Virgínia       | 10.10.1999     | Everton FC                 |
| Obránci             |                |                            |
| Thierry Correia     | 9.3.1999       | Valencia CF                |
| Diogo Leite         | 23.1.1999      | FC Porto                   |
| Diogo Queirós       | 5.1.1999       | FC Famalicão               |
| Diogo Dalot         | 15.3.1999      | AC Milán                   |
| Tomás Tavares       | 7.3.2001       | SC Farense                 |
| Pedro Pereira       | 22.1.1998      | FC Crotone                 |
| Tiago Djaló         | 9.4.2000       | Lille OSC                  |
| Záložníci           |                |                            |
| Florentino Luís     | 19.8.1999      | AS Monaco FC               |
| Vitinha             | 13.2.2000      | Wolverhampton Wanderers FC |
| Gedson Fernandes    | 9.1.1999       | Galatasaray SK             |
| Daniel Bragança     | 27.5.1999      | Sporting CP                |
| Filipe Soares       | 20.5.1999      | Moreirense FC              |
| Pedro Gonçalves     | 28.6.1998      | Sporting CP                |
| Fábio Vieira        | 30.5.2000      | FC Porto                   |
| Útočníci            |                |                            |
| Gonçalo Ramos       | 20.6.2001      | Benfica Lisabon            |
| Dany Mota           | 2.5.1998       | AC Monza                   |
| Francisco Trincão   | 29.12.1999     | FC Barcelona               |
| Tiago Tomás         | 16.6.2002      | Sporting CP                |
| João Mário Lopes    | 3.1.2000       | FC Porto                   |
| Francisco Conceição | 14.12.2002     | FC Porto                   |

### Švýcarsko
Hlavní trenér:  Mauro Lustrinelli
| Jméno                | Datum narození | Klub                      |
| Brankáři             | Brankáři       | Brankáři                  |
| -------------------- | -------------- | ------------------------- |
| Philipp Köhn         | 2.4.1998       | FC Wil                    |
| Timothy Fayulu       | 24.7.1999      | FC Sion                   |
| Anthony Racioppi     | 31.12.1998     | Dijon FCO                 |
| Obránci              |                |                           |
| Jasper van der Werff | 9.12.1998      | FC Basilej                |
| Silvan Sidler        | 7.7.1998       | FC Luzern                 |
| Jan Bamert           | 9.3.1998       | FC Sion                   |
| Cédric Zesiger       | 24.6.1998      | BSC Young Boys            |
| Kevin Rüegg          | 5.8.1998       | Hellas Verona FC          |
| Leonidas Stergiou    | 3.3.2002       | FC St. Gallen             |
| Miro Muheim          | 24.3.1998      | FC St. Gallen             |
| Jordan Lotomba       | 29.9.1998      | OGC Nice                  |
| Záložníci            |                |                           |
| Toni Domgjoni        | 4.9.1998       | FC Curych                 |
| Bastien Toma         | 24.6.1999      | KRC Genk                  |
| Petar Pušić          | 25.1.1999      | Grasshopper Club Zürich   |
| Fabian Rieder        | 16.2.2002      | BSC Young Boys            |
| Simon Sohm           | 11.4.2001      | Parma Calcio 1913         |
| Kastriot Imeri       | 27.6.2000      | Servette FC               |
| Alex Jankewitz       | 25.12.2001     | Southampton FC            |
| Útočníci             |                |                           |
| Jérémy Guillemenot   | 6.1.1998       | FC St. Gallen             |
| Andi Zeqiri          | 22.6.1999      | Brighton & Hove Albion FC |
| Dan Ndoye            | 25.10.2000     | OGC Nice                  |
| Filip Stojilković    | 4.1.2000       | FC Aarau                  |
| Felix Mambimbi       | 18.1.2001      | BSC Young Boys            |